# 이진경 (야구 선수)
이진경(李鎭敬, 1994년 11월 26일 ~ ) 은 전 KBO 리그 KIA 타이거즈의 포수이다.

## 경력
- 2014년 KIA 타이거즈에 입단하였다.

## 가족관계
- 배우자 : 류송이 (2024년 12월 14일 결혼예정)

## 출신 학교
- 서라벌초등학교
- 울산제일중학교
- 울산공업고등학교